# فايكنغ إير
فايكنغ إير المحدودة هي مشغل ومصنع للطائرات، بالإضافة إلى أجزاء وأنظمة الطائرات، ومقرها في مطار فيكتوريا الدولي في سانيتش الشمالية، كولومبيا البريطانية، كندا. تنتج الشركة إصدارات جديدة من دي هافيلاند كندا دي إتش سي 6 توين أوتر، وإصدارات مطورة من دي هافيلاند كندا دي إتش سي -2 بيفر، وقطع غيار لطائرات دي هافيلاند كندا القديمة، ومكونات لشركة بيل للمروحيات. تخطط الشركة أيضًا لإنتاج طائرات مكافحة الحرائق القاذفة المائية الجديدة دي أتش سي-515 (كنداير سي إل-415 سابقًا) في كالجاري، ألبرتا.
رئيسها ومديرها التنفيذي منذ عام 1991 هو ديفيد كيرتس، الذي أعلن عن نيته التقاعد، اعتبارًا من آب/أغسطس 2021. تدار الشركة من قبل لونجفيو افيوشن كابيتال، وهي شركة مملوكة لشيري بريدسون، حفيدة قطب الصحف المتوفى روي طومسون وابن عم ديفيد طومسون، وهما من أكبر ثروات العائلة في كندا.

## أنظر أيضا
- بومباردييه إيروسبيس

## روابط خارجية
- الموقع الرسمي